# Zjednoczone Prowincje (Indie)

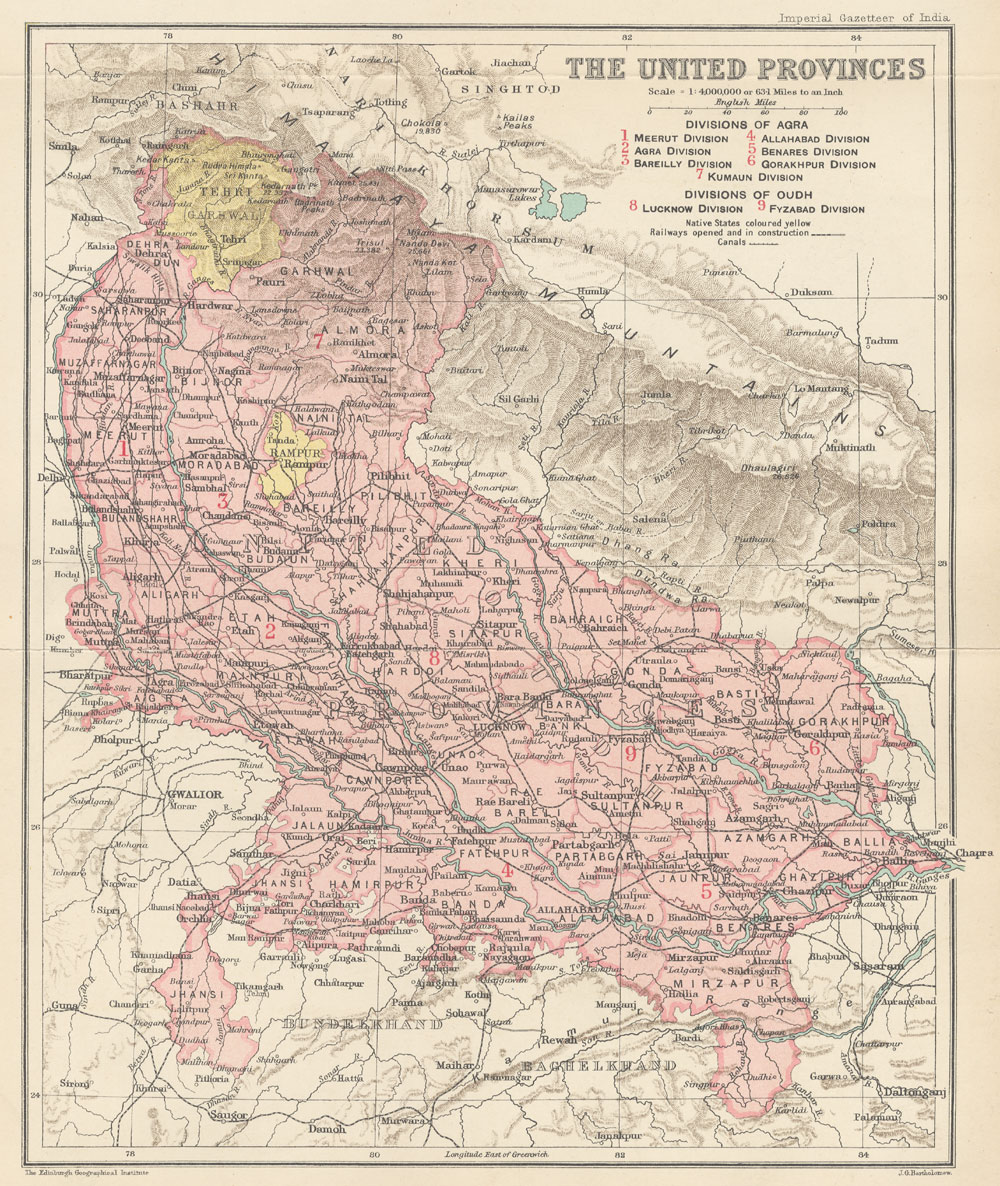

Zjednoczone Prowincje – jednostka administracyjna obejmująca gęsto zaludnioną dolinę górnego Gangesu. Powstała w roku 1902 z połączenia Prowincji Północno-Zachodnich i Oudhu. Jej stolicą był Allahabad, a następnie Lucknow. W 1950 przekształcona w stan Uttar Pradesh.